# 風街図鑑
『風街図鑑』（かぜまちずかん）は、作詞家・松本隆が作詞を手がけた楽曲のみで構成されたCD-BOX。1999年12月1日発売。発売元はSMEJ。規格品番：SRCL-4701/7。

## 解説
松本の作詞家活動30周年を記念した作品で、全101曲収録の限定生産ボックス・セット。CD6枚に、特典CDを加えた全7CDが収納された。本人による各楽曲解説を同梱している。
1970年代から1980年代にかけて活躍したアイドル歌手への提供曲を多く含み、とりわけ松田聖子の楽曲は、特典ディスク以外の6枚全てに最低1曲は収録されている。また、アーティストの意向でコンピレーションCDに収録される機会がめったにない山下達郎の楽曲も1曲収録されている。ヒットソングを中心とした「風編」、松本自身が思い入れのある曲を集めた「街編」に分かれる。

## 収録作品
- 太字はオリコンチャートで1位を獲得したシングル及びアルバム収録曲。

| CD     | 楽曲名 | アーティスト名 |
| Disc.1 | 01.てぃーんず ぶるーす 02.探偵物語 03.天国のキッス 04.赤いスイートピー 05.ハイティーン・ブギ 06.しあわせ未満 07.ポケットいっぱいの秘密 08.卒業 09.スニーカーぶる〜す 10.誘惑光線・クラッ！ 11.花しぐれ 12.セクシャルバイオレットNo.1 13.冬のリヴィエラ 14.水のルージュ 15.魂を抱いてくれ 16.瞳はダイアモンド                                                             | 原田真二 薬師丸ひろ子 松田聖子 近藤真彦 太田裕美 アグネス・チャン 斉藤由貴 近藤真彦 早見優 高田みづえ 桑名正博 森進一 小泉今日子 氷室京介 松田聖子                              |
| CD     | 楽曲名 | アーティスト名 |
| Disc.2 | 01.風の谷のナウシカ 02.キャンディ 03.木綿のハンカチーフ 04.Romanticが止まらない 05.白いパラソル 06.Mother's Touch 07.NATURALLY 08.スローなブギにしてくれ（I want you） 09.赤道小町ドキッ 10.初戀 11.ふられてBANZAI 12.JINGI・愛してもらいます 13.東京ららばい 14.Lucky Chanceをもう一度 15.迷宮のアンドローラ 16.ハートのイアリング 17.Woman "Wの悲劇"より               | 安田成美 原田真二 太田裕美 C-C-B 松田聖子 藤井郁弥 藤井尚之 南佳孝 山下久美子 斉藤由貴 近藤真彦 中山美穂 中原理恵 C-C-B 小泉今日子 松田聖子 薬師丸ひろ子                        |
| CD     | 楽曲名 | アーティスト名 |
| Disc.3 | 01.九月の雨 02.君に、胸キュン。（浮気なヴァカンス） 03.ハイスクールララバイ 04.あなたを・もっと・知りたくて 05.モノトーン・ボーイ -微熱少年のテーマ- 06.Temptation（誘惑） 07.One Night In Heaven 〜真夜中のエンジェル〜 08.タイム・トラベル 09.風立ちぬ 10.魔女 11.ABC 12.STRIPE BLUE 13.ティアドロップ探偵団 14.ツイてるねノッてるね 15.情熱 16.愛染橋 17.ルビーの指環 | 太田裕美 イエロー・マジック・オーケストラ イモ欽トリオ 薬師丸ひろ子 レベッカ 本田美奈子 Wink 原田真二 松田聖子 小泉今日子 少年隊 イモ欽トリオ 中山美穂 斉藤由貴 山口百恵 寺尾聰 |
| CD     | 楽曲名 | アーティスト名 |
| Disc.4 | 01.1969年のドラッグレース 02.春よ来い 03.夏なんです 04.蒼いフォトグラフ 05.100ワットの恋人 06.五線紙 07.言葉 08.海が泣いている 09.孤独な心臓 10.想い出の散歩道 11.雨のウェンズデイ 12.暗い日曜日 13.8分音符の詩 14.バス通り裏 15.内心、Thank You 16.SWEET MEMORIES 17.冒険王                                                                                             | 大瀧詠一 はっぴいえんど 松田聖子 鈴木茂 竹内まりや 吉田拓郎 太田裕美 ヒックスヴィル アグネス・チャン 大瀧詠一 エイプリル・フール 鈴木茂 森山良子 THE 東南西北 松田聖子 南佳孝   |
| CD     | 楽曲名 | アーティスト名 |
| Disc.5 | 01.風をあつめて 02.あしたてんきになあれ 03.しらけちまうぜ 04.ミッドナイト・トレイン 05.指切り 06.シンプル・ラブ 07.はーばーらいと 08.哀愁トゥナイト 09.愛撫 10.Made in Japan 11.紐育物語 12.好きよキャプテン 13.女ともだち 14.おいらぎゃんぐだぞ 15.いつか晴れた日に 16.外は白い雪の夜 17.Sleeping Beauty                                                                | はっぴいえんど 小坂忠 スリー・ディグリーズ 大瀧詠一 大橋純子 井上陽水 桑名正博 中森明菜 近藤真彦 森進一 ザ・リリーズ 高田みづえ 南佳孝 山下達郎 吉田拓郎 松田聖子               |
| CD     | 楽曲名 | アーティスト名 |
| Disc.6 | 01.砂の女 02.水中メガネ 03.カナリア諸島にて 04.夏色のおもいで 05.September 06.1グラムの幸福 07.哀しい妖精 08.宵待ち雪 09.いばらの冠 10.ピッツァ・ハウス22時 11.A面で恋をして 12.Bachelor Girl 13.Tシャツに口紅 14.リトル・ダーリン 15.真冬の恋人たち 16.花のささやき | 鈴木茂 Chappie 大瀧詠一 チューリップ 竹内まりや 飯島真理 南沙織 裕木奈江 中谷美紀 太田裕美 ナイアガラ・トライアングル 稲垣潤一 ラッツ&スター 田村英里子 松田聖子 薬師丸ひろ子   |
| CD     | 楽曲名 | アーティスト名 |
| Disc.7 | ちぎれ雲 -ライヴ音源- | はっぴいえんど |